# COLLAR
COLLAR，香港女子組合，七名成員皆為2021年香港電視頻道ViuTV選秀節目《全民造星IV》的決賽參賽者，於比賽結束後約兩星期宣佈成團，經理人為戴穎。最初出道時由8名成員組成，經成員變動後，隊長由沈貞巧擔任，其他成員包括王家晴、許軼、蘇雅琳、邱彥筒、李芯駖及陳泳伽。蘇芷晴於2023年5月10日宣佈離隊。

## 歷程

### 2021至2022年：成團
2018年起，ViuTV推出《全民造星》系列，並分別於第一季及第二季誕生男子組合，亦有不少參賽者獲得個人發展的機會並成為藝人。唯獨節目開始至今仍未誕生一隊女子偶像組合，故ViuTV於2021年推出《全民造星IV》，旨在培育港產女子組合。最終在2021年12月25日《全民造星IV》決賽裡，邱彥筒（Marf）、沈貞巧（Gao）和許軼（Day）分別奪得冠、亞、季軍。根據經紀人戴穎（Wing）所言，《全民造星IV》監製黃慧君在夢中料到女團將有八名成員，因此將COLLAR成員人數定於八人，而根據合約的附帶條件，賽事三甲邱彥筒、沈貞巧及許軼三人直接入團，ViuTV另外再從96強中挑選多五名成員，經過於高層長達六小時的會議商討後，先後決定讓王家晴、陳泳伽、蘇芷晴及李芯駖入團。
戴穎曾邀請全民造星第5名的楊安妮（Win Win）加入女團，但楊安妮最終婉拒了邀請並選擇個人發展（後改為加入5G，和COLLAR一樣簽約成為ViuTV藝人）。戴穎認為Candy具備明星獨有的特質，Winka的唱功突出，So Ching擁有互相交融的型格和甜美；至於拿第四名的芯駖，對於戴穎而言，COLLAR作為新世代女團，年齡不應該是一種框架，反而才能及人氣才是決定讓她加入的原因。蘇雅琳（Ivy）是最花時間討論的成員，雖然有人指出Ivy的外表、才藝、台風及其表演的穩定性成疑，但其賽前累積的名氣源於她擁有明星的美，故堅持讓她入團。簽約當天，Marf最後一個回公司，由於眾成員蒙着臉，她要猜度其他成員的名字，卻也料不到最後一人竟是芯駖。

### 2022年初：出道初期
2022年1月12日晚上六時半，ViuTV於香港尖沙咀海港城舉辦以「Hold Your Breath」為主題的記者會，宣佈女子組合名為COLLAR。記者會上同時公佈另外五名成員李芯駖（Sumling）、蘇芷晴（So Ching）、陳泳伽（Winka）、蘇雅琳（Ivy）及王家晴（Candy），之後八人上台演唱出道曲《Call My Name!》。由於疫情關係，記者會改以社交平台Facebook網上直播，直播最高一度多達7.6萬人觀看，歌手黎明也有觀看直播。另外，其開設的官方社交平台Instagram公開24小時內追隨者人數達20萬人。記者會同時透露COLLAR將會舉辦演唱會《CALL for COLLAR LIVE 2022》，預計2022年3月底舉行，但視乎疫情情況才能落實日期，但最終因第五波新冠肺炎疫情及其他因素，推遲至2024年3月舉辦。
翌日晚上八時《Call My Name!》音樂影片正式在影片分享平台YouTube推出。音樂影片在開播24小時已突破64萬觀看次數，並登上YouTube香港熱門影片第一位。出道曲亦曾登上新城知訊台勁爆本地榜的冠軍及903專業推介的冠軍，成兩台冠軍曲。
1月24日，日本運動飲品寶礦力水特宣佈成軍12日的COLLAR擔任品牌登陸香港40周年代言人，亦成為品牌首個本地歌手組合代言人，並會獻唱廣告主題曲，成為品牌首個本地廣告歌。1月28日，《Call My Name!》的舞蹈版本（Dance Version）推出。在2月14日情人節，再推出《Call My Name!》214版本。
3月18日，COLLAR推出第二首單曲《Never-never Land》，並於3月23日推出音樂影片。4月27日，COLLAR參與MakerVille發佈會表演《Call My Name!》，並透露演唱會於年尾舉行。
4月29日，COLLAR推出第三首團歌暨寶礦力廣告主題曲《Gotta Go!》，並在當天推出音樂影片及在各大音樂平台上架。歌曲被指與日本二人組合YOASOBI的歌曲《向夜晚奔去》相似，COLLAR經理人戴穎稱自己會負上全責，負責作曲、編曲及監製的C.Y. Kong則沒有作正面回應。
5月30日，ViuTV播放COLLAR首個團體綜藝節目《我哋係COLLAR》。7月15日，COLLAR半年内推出第四首團歌《OFF/ON》。《OFF/ON》亦成為了903專業推介第36週的冠軍歌，成COLLAR第二首上榜冠軍歌。另外，7月20日晚上10時30分，《OFF/ON》的舞蹈版本（Dance Studio version）推出。而翌日下午2時10分，COLLAR YouTube頻道訂閱人數亦達到10萬人的里程碑。

### 2022年中至2022年尾：MIRROR演唱會意外後成員發展
2022年7月28日，成員蘇芷晴的男朋友李啟言（阿Mo）於MIRROR演唱會嚴重事故中遭受重傷。事件發生後蘇芷晴和其他COLLAR成員停止所有公開活動；10月除蘇芷晴外各成員陸續復出，直到2023年1月1日，蘇芷晴重投幕前演出，出席2022年度叱咤樂壇流行榜頒獎典禮。
7月29日，Milk Magazine推出【周年紀念特刊・adidas「MADE ORIGINALS」封面人物：COLLAR】，一共有八款封面 ，八人分別披上經典的adidas TRACKSUIT。
8月，COLLAR在音樂串流平台Spotify「EQUAL Global Music Program」企劃中，獲選為該月份的香港代表，獲登在美國紐約時代廣場屏幕上。
8月15日，消費者委員會旗下刊物《選擇》月刊550期，刊出COLLAR為雜誌拍攝的封面並發佈宣傳影片。
2022年，COLLAR於各大樂壇頒獎典禮取獲佳績，分別在〈2022年度叱咤樂壇流行榜頒獎典禮〉中獲頒《叱咤樂壇生力軍組合金獎》及《叱咤樂壇組合銅獎》；新城勁爆頒獎禮2022〉中獲頒《勁爆新人》；及〈Yahoo!搜尋人氣大獎 2022 頒獎典禮〉中獲頒《樂壇新勢力（組合）》。

### 2023年初：COLLAR成團一週年 重新出發

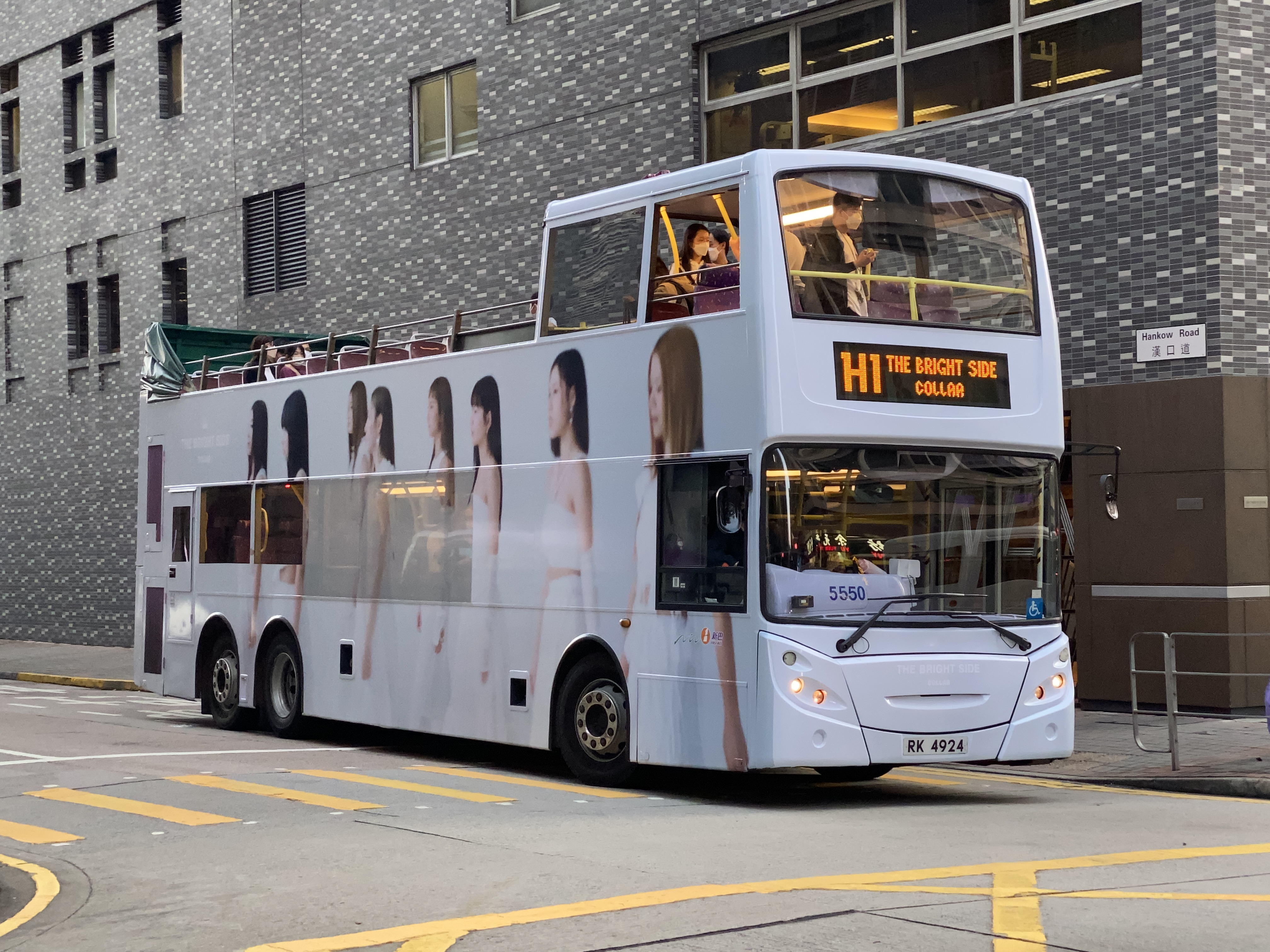
披有《The Bright Side》廣告的亞歷山大丹尼士Enviro 500開蓬巴士停泊在尖沙咀漢口道

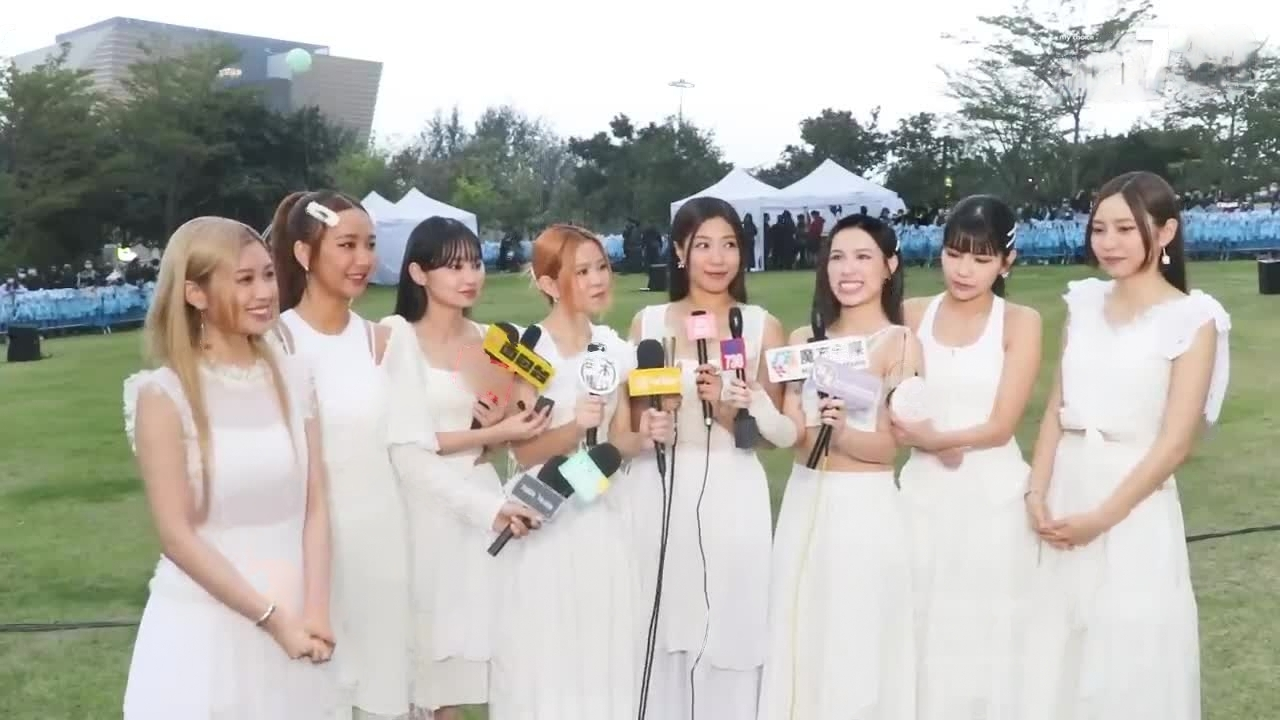
COLLAR出席新歌《The Bright Side》發佈會

2023年1月12日為COLLAR成軍一周年，當日COLLAR在西九文化區舉行《The Bright Side》形體劇場 x 新歌發佈會，並於翌日正式推出2023年第一首團歌《The Bright Side》。另外為了紀念COLLAR成軍一周年，官方聯同新巴人力車觀光巴士合作，推出「The Bright Side 號」觀光巴士，穿梭中環、金鐘、灣仔及尖沙咀；官方同時推出多款周邊產品。2月17日，COLLAR推出《The Bright Side》的英文版《Take Me Away》，在YouTube推出Lyric Video及在各大音樂平台上架。
2月9日，《我哋係COLLAR》被票選為2022年度觀眾在民間電視大獎「民選最佳綜藝節目」第四位。
3月4日，COLLAR聯同RubberBand於中環海濱Clockenflap國際戶外音樂及藝術節表演。
Marf與Winka於Clockenflap 國際戶外音樂及藝術節率先表演其未推出的新歌《*~Silencio…Shh》《一手造成》。3月10日，Marf與Winka正式推出各自其以COLLAR成員身份下的首支個人單曲《*~Silencio…Shh》《一手造成》，並同步於中午12時在各大音樂平台上架，晚上8時30分在YouTube推出音樂影片。

### 2023年中至今：So Ching退團，以七人成員發展
5月10日，So Ching表示，由於自己未能走出男友於舞台受傷的心靈陰影，亦未能再重新適應舞台工作；經多次考慮及與公司商討後，最後於當日下午在個人Instagram帳戶宣佈退出COLLAR。經理人表示團隊會繼續以七人姿態工作，不會考慮加入新成員。
6月30日，COLLAR Youtube頻道推出綜藝系列COLLAR COLLECTS，至2024年7月推出至第12集，系列總觀看次數已超過100萬。
7月21日，COLLAR推出2023年第二首團歌《idc》，並於當日晚上8時推出音樂影片，由韓國當紅排舞師RENAN負責編舞。除了製作新歌外，其拍攝過程亦拍成節目《全日制COLLAR學院》。
7月23日，COLLAR首度接受外國媒體採訪，獲Billboard Japan於日本專訪，亦獲日本DIGLE MAGAZINE訪問。
9月14日, 亞洲音樂串流平台KKBOX依據其香港區用戶點播次數統計選出COLLAR同年獲頒第五屆KKBOX香港風雲榜《十大風雲歌手》及《年度新人》，成為唯一獲獎的女單位。
9月27日，COLLAR三個月內推出2023年第三首團歌《Speak Love》，於同日晚上8時推出音樂影片。
11月19日，COLLAR擔任博愛 SO ME SHOW MUSIC表演嘉賓，並於竹翠公園表演三首歌曲《idc》、《Speak Love》，並首度公開演唱其未推出的新歌《Atypical》。
11月21日，COLLAR兩個月內推出2023年第四首團歌《Atypical》，於同日晚上8時推出音樂影片。
12月，COLLAR首度獲票選晉級〈2023年度叱咤樂壇流行榜頒獎典禮〉-「叱咤樂壇我最喜愛的組合」五強，《Speak Love》亦首度獲票選晉級「叱咤樂壇我最喜愛的歌曲」十強，成為唯一晉級十強的組合歌曲。
12月30日，COLLAR出席新城勁爆頒獎禮2023，獲頒「勁爆組合」並於台上演唱《Atypical》。
12月31日，COLLAR擔任《香港旅遊發展局-香港跨年倒數2024》表演嘉賓，並在直播中表演兩首歌曲《Speak Love》及《Atypical》。

2024年1月1日，COLLAR擔任元旦沙田馬場「好運1月1」開幕表演嘉賓，並於馬匹亮相圈現場表演三首歌曲。晚上出席2023年度叱咤樂壇流行榜頒獎典禮，繼上年度再度獲頒《叱咤樂壇組合銅獎》，成員邱彥筒獲頒《叱咤樂壇生力軍女歌手金獎》。
1月12日，於海港城海運大廈展覽大堂舉辦《COLLAR 2週年生日會》，並設簽名及互動環節，同時即將舉行首個演唱會《COLLAR CRUSH LIVE 2024》以及推出EP計劃，演唱會將於2024年3月22日至24日在九龍灣國際展貿中心匯星Star Hall舉行。
3月22至24日，COLLAR於九龍灣國際展貿中心匯星Star Hall舉行一連3場演唱會，並於演唱會中首度公開演唱其未推出的新歌《Chosen Family》。
5月13日，COLLAR擔任Now TV歐洲國家盃2024宣傳大使。
6月10日，Sumling以個人身份推出其首支個人跳唱單曲《SPYLING》。10月2日，再推出第二首單曲作品《讓思憶症發作》，與MIRROR成員邱士縉（Stanley）合作拍攝MV。
10月5至6日，三名已推出個人單曲的成員Marf、Winka及Sumling，與MIRROR其中三名成員柳應廷（Jer）、邱士縉（Stanley）及李駿傑（Jeremy），於香港會議展覽中心舉行《MATCHICAL LIVE 2024》演唱會，為兩團成立後首次合作。其中Sumling及Marf首次現場演繹於數日前已推出之單曲《讓思憶症發作》及《心很細<3》。
10月23日，COLLAR於官方Instagram宣布，推出出道以來首張專輯（EP）《Unit 1201》，共收錄1首序幕（《ROAD TRIP》，由COLLAR親自作曲及填詞）及4首全新歌曲（按次序）：《SSS》、《CALL BACK IN 20》、《AFK？？？》及《HOME RUN》。歌曲MV全在越南拍攝，並於10月25日至11月6日期間陸續上載至其官方Youtube頻道。而實體EP則為一盒舊式錄音帶，已於11月8日於網上公開發售，並在1月4日假將軍澳新都城中心舉行EP簽唱會。在發布EP的同時，亦宣布在12月15日於澳門倫敦人綜藝館舉行年內第二場演唱會《COLLAR CRUSH LIVE 2024-MACAU》，為COLLAR成立以來首次在香港以外地區的演唱會。
11月2日，COLLAR擔任《HKT西九音樂節：越流行》開場表演嘉賓，並首次現場跳唱4首EP歌曲。
12月15日，COLLAR於澳門倫敦人綜藝館舉行年內第二場演唱會《COLLAR CRUSH LIVE 2024-MACAU》，為香港場《COLLAR CRUSH LIVE 2024》的延續，但演唱曲目有所更改，包括換上了四首EP曲目。
2025年1月1日，COLLAR出席2024年度叱咤樂壇流行榜頒獎典禮，獲頒《叱咤樂壇組合銀獎》，成員李芯駖獲頒《叱咤樂壇生力軍女歌手銅獎》。
3月4日，Day以個人身份推出其首支個人跳唱單曲《Wait A Second》，並於3月9日在The One露天廣場舉行宣傳新歌發布會「《Wait A Second》Release Party Day」，首次現場演繹歌曲。
4月6日，COLLAR出席Chill Club 推介榜年度推介24/25，獲頒《Chill Club年度組合銀獎》，成員李芯駖以25,798票的過半得票獲頒《Chill Club年度新人女歌手金獎》，而邱彥筒亦憑《TXT OR CALL》獲頒由專業評審團選出的《音樂第一 歌曲獎（跳唱歌曲）》。當晚更與MIRROR、梁業（肥仔）@ERROR及女歌手陳慧琳在台肯跳唱《失憶週末》，為MIRROR及COLLAR成立後首次所有成員同台演出。

## 團名
MakerVille行政總裁魯庭暉解釋，女團名稱「COLLAR」有兩個意思–衫領和鎖骨，代表女團風格多變，亦是連結腦部和心的部份；希望COLLAR的作品能讓觀眾用腦思考、用心感受，每次表演都能夠「Hold Your Breath」。

## 成員

### 成員列表
| 成員列表 | 成員列表 | 成員列表                  |
| 中文姓名 | 藝名     | 出生日期 （由長至幼排序） |
| 現任成員 | 現任成員 | 現任成員                  |
| -------- | -------- | ------------------------- |
| 李芯駖   | Sumling  | 1986年4月18日             |
| 沈貞巧   | Gao      | 1993年1月7日              |
| 陳泳伽   | Winka    | 1998年6月16日             |
| 蘇雅琳   | Ivy      | 2001年8月4日              |
| 許軼     | Day      | 2002年6月4日              |
| 邱彥筒   | Marf     | 2002年6月11日             |
| 王家晴   | Candy    | 2002年12月19日            |
| 前任成員 |          |                           |
| 蘇芷晴   | So Ching | 1996年1月31日             |

## 音樂作品
- 2022：Call My Name!、Call My Name!（COLLAR214 Ver.）、Never-never Land、Gotta Go!、OFF/ON
- 2023：The Bright Side、Take Me Away、idc、Speak Love、Atypical
- 2024：Back In The Game、Chosen Family、ROAD TRIP、SSS、CALL BACK IN 20、AFK???、HOME RUN
- 2025：Trouble Trouble、暴走女團、 Riding High

### 專輯
| 專輯 | 專輯名稱  | 專輯類型 | 發行公司 | 發行日期                                             | 曲目                                                              |
| ---- | --------- | -------- | -------- | ---------------------------------------------------- | ----------------------------------------------------------------- |
| 1st  | Unit 1201 | EP       | 大國文化 | 2024年11月6日（數碼專輯） 2024年12月20日（卡式盒帶） | 曲目 1. ROAD TRIP 2. SSS 3. CALL BACK IN 20 4. AFK??? 5. HOME RUN |

## 演出作品
註：個人名義作品，請參閱成員個人頁面。

### 電視節目（ViuTV）
| 首播日期 | 節目名稱         | 集數   |
| 2022 年  | 我哋係COLLAR     | 共10集 |
| 2023年   | 全日制COLLAR學院 | 共5集  |
| 2024年   | COLLAR智慧學園   | 共10集 |
| 2025年   | COLLAR以為去度假 | 共15集 |

### 演唱會／音樂會
| 日期             | 名稱                            | 地區 | 場地                         | 備註 |
| ---------------- | ------------------------------- | ---- | ---------------------------- | ---- |
| 2024年3月22-24日 | COLLAR CRUSH LIVE 2024          | 香港 | 九龍灣國際展貿中心 Star Hall |      |
| 2024年12月15日   | COLLAR CRUSH LIVE IN MACAO 2024 | 澳門 | 倫敦人綜藝館                 |      |
| 2025年8月28-29日 | COLLAR “GAME ON” LIVE 2025      | 香港 | 亞洲國際博覽館5號展館        |      |

### 其他演出
| 日期           | 名稱                                            | 地區 | 場地             | 備註                     |
| -------------- | ----------------------------------------------- | ---- | ---------------- | ------------------------ |
| 2022年5月26日  | The Next 20 Hins Live in Hong Kong 張敬軒演唱會 | 香港 | 紅磡香港體育館   | 擔任嘉賓                 |
| 2023年3月4日   | Clockenflap                                     | 香港 | 中環海濱活動空間 | 與RubberBand合作         |
| 2023年11月19日 | 博愛 SO ME SHOW MUSIC                           | 香港 | 竹翠公園         |                          |
| 2023年12月31日 | 香港跨年倒數                                    | 香港 | 維港海傍         |                          |
| 2024年1月1日   | 好運1月1                                        | 香港 | 沙田馬場         | 擔任開幕表演嘉賓         |
| 2024年3月8日   | PCCW-HKT Annual Dinner                          | 香港 | 亞洲國際博覽館   | 只限員工參與             |
| 2024年7月20日  | You & Mi 鄭秀文世界巡迴演唱會                   | 香港 | 紅磡香港體育館   | 擔任嘉賓                 |
| 2024年11月2日  | HKT西九音樂節：越流行                           | 香港 | 竹翠公園         |                          |
| 2024年12月20日 | CHILL เก่ง Music Festival                        | 香港 | 啟德體藝館       | 為場館首個測試演唱會活動 |

## 流行文化
在COLLAR成立之前，因不少女支持者對於MIRROR成員的追捧，導致不少女支持者的伴侶（包括男朋友或丈夫）備受冷落，其中在2021年7月一個「苦主」連同部分「鏡粉前夫們」（指被MIRROR女支持者冷落的男友或丈夫）於Facebook成立「我老婆嫁左比Mirror導致婚姻破裂關注組（我老婆嫁給Mirror導致婚姻破裂關注組）」以「圍爐取暖」方式，不料群組會員迅速以幾何級數上升，至今已達到35萬，亦引起媒體關注。自女團成立消息傳出後，該Facebook群組內的一個群主和一班苦主作出相應行動，於2022年1月11日宣布成立分支「前夫反擊戰」群組，即是一個讓「前夫們」追捧COLLAR的群組，至今吸納超過9.3萬人加入該群組，再次引起香港傳媒關注。
| 年份 | 書名                       | 作者   | 備註                              |
| ---- | -------------------------- | ------ | --------------------------------- |
| 2022 | 樂壇未死——還好我們有廣東歌 | 年粵日 | 樂迷推介歌曲 《Never-never Land》 |

## 獎項及提名
| 年份   | 頒獎單位                                                   | 獎項                            | 作品       | 結果    |
| 2022年 | Yahoo! 搜尋人氣大獎2022                                    | 熱搜本地男女藝人或組合          | 不適用     | 頭100位 |
| 2022年 | Yahoo! 搜尋人氣大獎2022                                    | 票選人氣組合10強                | 不適用     | 10強    |
| 2022年 | Yahoo! 搜尋人氣大獎2022                                    | 樂壇新勢力（組合）              | 不適用     | 獲獎    |
| 2022年 | 新城勁爆頒獎禮2022                                         | 勁爆新人                        | 不適用     | 獲獎    |
| 2022年 | 2022年度叱咤樂壇流行榜頒獎典禮                             | 叱咤樂壇生力軍組合              | 不適用     | 金獎    |
| 2022年 | 2022年度叱咤樂壇流行榜頒獎典禮                             | 叱咤樂壇組合                    | 不適用     | 銅獎    |
| 2022年 | 加拿大至HIT中文歌曲排行榜2022全國總選                      | 至HIT推崇新歌手                 | 不適用     | 銅獎    |
| 2022年 | Chill Club 推介榜年度推介22/23                             | Chill Club年度新人女歌手        | 不適用     | 金獎    |
| 2022年 | Chill Club 推介榜年度推介22/23                             | Chill Club年度組合              | 不適用     | 銅獎    |
| 2023年 | 第五屆KKBOX香港風雲榜                                      | 十大風雲歌手                    | 不適用     | 獲獎    |
| 2023年 | 第五屆KKBOX香港風雲榜                                      | 年度新人                        | 不適用     | 獲獎    |
| 2023年 | 新城勁爆頒獎禮2023                                         | 勁爆組合                        | 不適用     | 獲獎    |
| 2023年 | 2023年度叱咤樂壇流行榜頒獎典禮                             | 叱咤樂壇組合                    | 不適用     | 銅獎    |
| 2023年 | Chill Club 推介榜年度推介23/24                             | Chill Club評審團表揚獎 跳唱歌曲 | idc        | 獲獎    |
| 2024年 | Golden BROWN Awards 2023                                   | Golden BROWN Awards             | 不適用     | 獲獎    |
| 2024年 | M音樂雜誌華語歌曲流行榜年度音樂大賞-紐約華語廣播電台AM1480 | 年度歌曲十強                    | Speak Love | 獲獎    |
| 2024年 | 2024年度叱咤樂壇流行榜頒獎典禮                             | 叱咤樂壇組合                    | 不適用     | 銀獎    |
| 2024年 | Chill Club 推介榜年度推介24/25                             | Chill Club年度組合              | 不適用     | 銀獎    |

## 外部連結
- COLLAR的Instagram帳戶
- COLLAR的Facebook專頁
- YouTube上的COLLAR頻道